# Ehrwald
 Ehrwald este o comună în districtul  Reutte, Tirol din Austria